# 朝鮮民主主義人民共和國歷史
朝鲜民主主义人民共和国（時常簡稱為朝鮮）成立於二战后的1948年。从1948年起至1994年金日成一直是党和国家最高领导人，先後出任朝鮮勞動黨的委員長和總書記。在金日成死後，其子金正日接任最高領導人，金正日死後又傳位於其子金正恩。由於得到中華人民共和國及前蘇聯的資助，朝韩分治后到70年代朝鮮在經濟方面一度領先南方的大韓民國（韓國），1969年被朴正熙領導的大韓民國政府追過。隨着前蘇聯的解體及原共產主義國家一個接一個的脫離共產主義行列，朝鮮在國際舞台上更形孤立。朝鲜自上世纪90年代中期开始了官方所称的“苦难行军”。联合国2008年报告称，朝鲜三分之一的妇女和5岁以下的儿童营养不良。朝鲜人均寿命与15年前相比缩短了3.4岁，减至69.3岁。同时，新生儿和产妇死亡率增高，分别由千分之十四增至千分之十九和由十万分之五十四升至十万分之七十七。据推算，朝鲜在20世纪90年代中叶之后的10年间因粮食困难损失了61万人。2000年由时任大韓民國總統金大中積極推行陽光政策，后来的盧武鉉也致力于缓解朝韩双方长期的对峙。关於北韓核問題的六方會談在时断时續中進行而且毫无进展，朝鲜现已宣布退出。
2009年5月26日，朝鲜进行了第二次核试验。第二天，因韩国加入“防扩散安全倡议”，宣布退出《朝鲜停战协定》。

## 建国初期

### 盟军托管
1945年8月，日本投降，第二次世界大战结束。日本也因而失去了对朝鲜半岛的统治权。根据雅尔塔会议的安排，朝鲜半岛由美苏两国共同托管，并在三八线划地而治：北方的领土由蘇聯民政廳主管，南方则由美军政厅管治。同年12月，美、英、苏三国又在莫斯科举行会议，试图解决由谁来组成朝鲜临时政府的问题。然而，美苏两国都不承认对方所支持的党派和人士，会议最终未能达到共识。有鉴于此，苏联积极在半岛的北方建立政权：它们在1946年2月建立了以金日成为首的北朝鲜临时人民委员会，又于翌年成立北朝鲜人民委员会。在1948年先后创立人民最高会议及通过《朝鲜民主主义人民共和国宪法》。1948年9月9日，朝鲜民主主义人民共和国随之成立。

### 朝鲜战争与南北分裂
朝鲜民主主义人民共和国立国后，金日成试图以武装力量统一朝鲜半岛，苏联共产党总书记斯大林几次拒绝了金日成的要求，但最终在1950年1月同意金的计划，在得到苏联的支持下，朝鲜人民军于1950年6月25日越过三八线，发动对韩国的进攻，朝鲜战争爆发。而包括毛泽东在内的中共最高领导人事前对朝鲜战争的具体开战时间毫不知情，对朝鮮的作战计划一无所知。朝鲜人民军于6月28日攻下韩国首都汉城，并迅速攻到洛东江一带。7月7日，联合国安理会通过第84号决议，派遣联合国军支援大韩民国国军抵御朝鲜的进攻，联合国军司令由美国指挥，包括英国、法国、土耳其、泰国、菲律宾、加拿大等17个国家参与。9月15日，联合国军在仁川登陆后，渐渐扭转了战争的局面﹕他们先于9月28日重占汉城，并在10月9日越过三八线进行反攻，打下平壤，使朝鲜中央政府一度北迁到江界。随后，金日成要求中华人民共和国出兵支援，毛泽东于10月5日向斯大林发电报宣布同意派遣中国人民志愿军参战，10月19日志愿军入朝作战，在等待中国出兵期间朝鲜首都平壤被联合国军占领。由于根本不相信中国会出兵，事先没有心理准备，联合国军因而在德川、长津湖等地遭到突袭击退，中朝联军收复平壤，并于1951年1月再度夺取汉城。斯大林也开始秘密派遣苏联战斗机参加朝鲜战争，但苏联飞行员必须穿着中国或朝鲜军服，无线电联络必须用汉语或朝鲜语并只能在平壤及以北空战。不久，以美军为主的联合国军又于1951年4月击败中朝联军重夺汉城，并将战线重拉回到三八线。此后，虽有美国空军在平壤进行无差别轰炸，有中国人民志愿军在上甘岭战役的苦战，也有朝鲜人民军在喋血岭的抗战，但战争一直处于胶着状态，谁也无法前进。
1951年7月10日，中华人民共和国和朝鲜方面与联合国军的美国代表开始进行停战谈判，在经历了几次的谈判后，双方最终于1953年7月27日在板门店签署《朝鲜停战协定》，朝鲜半岛沿三八线非军事区划分为两个国家，亦标志着历时3年的朝鲜战争形式上的结束。

## 20世纪下半段

### 金日成时期政治与经济的发展

#### 社会主义的改造
朝鲜战争结束后，朝鲜试图进一步强化其统治，一方面他们积极宣扬仇美思想，并宣称朝鲜战争是由美国发动，旨在吞并朝鲜。另一方面，朝鲜政府扩张对金日成的个人崇拜，主体思想也于1950年代中期应运而生。同时，金日成还在1956年同时肃清了朝鲜劳动党内企图推翻他的“延安派”与“苏联派”成员，史称八月宗派事件。此后，他又根据国民的家庭背景将民众划分为三个社会阶段（出身成分）。
朝鲜立国之初奉行共产主义，并且反对资本主义，故此，除了从苏联和中华人民共和国购入粮食、肥料和燃料外，鲜有与其它国家进行贸易。另一方面，金日成又大力扫荡民间的商业活动，1969年，他推行“反市场政策”，从事买卖者会被视为“敌对阶级”。商业在这时也几乎完全由国家控制，国内的商店均由国家所有，民众会在工作单位取得各种的劵（如家俱劵，糧票），并凭卷到国营商店取得所需的东西，空有金钱而无券者是不能在店内取得所需物资。

#### 20世纪60-70年代的外交

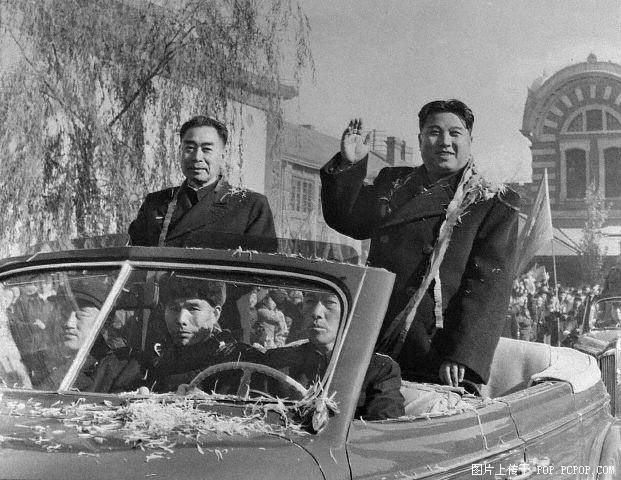
1958年到中国访问的金日成与中国总理周恩来在北京接受群众的欢迎

朝鲜自建国后即与苏联和中华人民共和国建交，并维持着亲密的关系。在朝鲜战争中金日成得到了中国和苏联的巨大帮助下，金氏政权得以巩固。战后尽管三国之间曾经出现过一些波折，例如金日成在1956年同时肃清了朝鲜劳动党内亲中国的延安派与亲苏联的苏联派，1960年代，朝鲜在中苏交恶后在敌对的苏联与中国之间左右逢源，来回摇摆，保证自身的自大利益，但总体上與中蘇兩國的關係仍然较为稳定。同时尽管朝鲜与苏联也有过多次矛盾，但双方关系总体上也较为稳定。在苏联的支援下，朝鲜的经济稳步上扬，当中特别以工业的发展最为显著。
1961年6月24日，朝鲜公布金日成即将访问苏联，并签订《苏朝友好合作互助条约》。随即，中国邀请金日成于访苏后访华并于7月签订《中朝友好合作互助条约》。朝鲜当时跟中国一样，在内部文件中指责苏联共产党第一书记赫鲁晓夫为“在领袖（斯大林）坟墓上跳舞的社会主义背信者”。1965年苏联加大对朝鲜援助，朝鲜倒向苏联，派人越境到中国吉林省延边朝鲜族自治区进行煽动，指责中国搞“教条主义”“大国沙文主义”。1968年1月21日，31名朝鲜的特种部队人员越过军事分界线，企图入侵韩国总统官邸青瓦台行刺总统，史称青瓦台事件。1月23日，美国海军间谍船普韦布洛号在元山外海进行情报搜集任务时，遭朝鲜以非法入侵领海的理由逮捕，船长以及几名船员被击伤，一名船员死亡。同年12月，美国接受朝鲜要求，认错、道歉、保证不再发生此类事件，朝鲜同意释放人质但宣布没收该舰。苏联勃列日涅夫政府对朝鲜此次事先未告知苏联的轻率挑衅行为非常不满。1970年，美苏缓和，苏联不再支持朝鲜对抗美国，中朝关系又迅速恢复，金日成历史性重访中国。毛泽东主动到金日成下榻的钓鱼台国宾馆去会见他。此后，金日成每年都会到访中国，一直维持到毛泽东于1976年去世。
1970年代，随着中美和中日关系的改善，加上冷战的对峙形势缓和，朝鲜半岛的关系开始改善。1971年，韩国红十字会向朝鲜红十字会提议召开会谈，以讨论寻求离散家属团聚的方法，并得到朝鲜的回应。同年9月，双方的红十字会举行了首次的预备会议，并在次年8月正式展开会谈，南北双方长期对立的关系从中打破。同时，韩国总统朴正熙于1972年5月派情报部长李厚洛密访朝鲜，与金日成商讨朝韩关系等问题。数日后，朝鲜的第二副首相朴成哲回访汉城。双方最终在同年7月4日发表《朝鲜北方和南方联合声明》，以图实施朝鲜半岛的和平及统一。

#### 核武器的发展
朝鲜于1956年成立核子物理研究所，1962年又在距平壤北方90公里的宁边地区兴建反应炉。1978年，朝鲜开采到大量的铀。随后的30年间，朝鲜先后建立了6个核研究中心、两座研究堆、6座铀矿和1座核电试验埋。
1990年，美国通过卫星照片怀疑朝鲜拥有核武，朝鲜先否定有制造核武的动机和能力，其后又在次年与韩国签订《关于朝鲜半岛无核化共同宣言》，并在1992年与国际原子能机构签下《核安全协定》，同意该组织检验其核设施，以证明朝鲜没有使用核武器。之后，国际原子能机构先后6次对朝鲜进行核验，均没有发现核武的存在。然而，国际原子能机构其后根据情报发现朝鲜正分离至少148克的钚，与该国申报的90克有所差距，故怀疑朝鲜正在发展核武，并令要再度进行验查。朝鲜表示拒绝，1994年10月，美国前总统卡特以个人身份到平壤与金日成会谈，并使朝鲜放弃发展核武。

#### 经济的发展
1980年代，朝韩的关系更进一步，实现了双边贸易和民间的交流。同时，金日成的长子金正日在1980年召开的朝鲜劳动党第六次代表大会上，进入最高决策机关政治局常务委员会，他当选政治局常委后不但取得“亲爱的领袖”的专称，更成为大规模个人崇拜的对象，金正日成为其父继任人的地位更为巩固。但另一方面，朝鲜面临着经济危机，随着苏联的经济衰退，苏联不能再以特优价格向朝鲜提供粮食、能源和肥料等资源，进口量因而大减，更埋下了在1994年至1998年间全国粮食短缺的隐患。
1988年，在苏联共产党总书记戈尔巴乔夫与大韩民国总统卢泰愚的共同努力下，苏联宣布派团参加1988年汉城奥运会并准备与韩国建交，朝鲜则与苏联断交并驱逐所有苏联在朝人员。朝鲜与苏联断交开启了朝鲜经济衰败倒退的序幕。1992年7月12日，中共中央总书记江泽民派国务委员兼外交部长钱其琛赴朝通报中国决定与韩国建交的立场。据钱其琛回忆，此次金日成接见中国代表团时间短，惯例中的宴会招待也没有。据说朝鲜为抗议中韩建交而在1993年拒绝投票支持中国北京，使得2000年夏季奥林匹克运动会的举办权落到澳大利亚悉尼市手中。与中国的疏远导致中国对朝鲜援助减少，进一步加剧了朝鲜经济形势的恶化。
到了1980年代至1990年代，朝鲜政府陷入财困，情况因而出现了改变。为赚取外汇，朝鲜成立《投资法》，又开设罗先经济特区容许外国企业到当地投资。此外，外汇商店也应运而生，这种出售各种进口商品，包括食物、家俱、电器等。外汇商店只接受美元、欧元和人民币三种通货，且一般只向外国人开放。2000年，朝鲜贸易省又开设资本主义制度研究院，又在两年后实行局部性的“价格自由化”，并放宽市场产品限制，减低国营企业的垄断。
另一方面，在1990年代后，随着国家分配系统的失灵，国营店无法提供各种的必需品于市民，加上通涨的出现，民众的薪金不足应付日常需要。为了赚取额外收入，民众在街上摆卖自家制作的日用品和食物，这种的小买卖可占一个家庭的八成收入。尽管这些的买卖有违朝鲜的意识形态，但由于政府可从中取得税收，平壤当局不但未表反对，反而大表赞同，更宣称这是“实践式的社会主义”。及后，朝鲜又承认市场的存在，鼓励民众租赁摊位经营，社区的商品和街边的固定摊位也因而如雨后春笋般的出现，景区出现了摆卖饮料的小贩，朝鲜的经济环境出现变化。

### 苏联解体后的发展
1991年，苏联解体，意味着朝鲜失去主要的盟友和支援，其后中国在1992年与韩国建交，朝鲜因而与中国交恶，朝鲜开始在国际社会陷入空前的孤立与被排斥状态。随后，朝鲜改为与越南、老挝和柬埔寨等社会主义国家建立合作关系，因为同为社会主义市场经济的越南跟中国在南沙群岛主权问题上存在尖锐对立，又在1991年加入联合国等国际组织，以图打破强局。在缺乏支援和未能作合适的粮食政策，朝鲜于1994年爆发大规模的饥荒，至1998年灾难得以舒缓时，全国的死亡人数达24万至350万。朝鲜第一代领导人金日成于1994年7月8日在其官邸逝世，终年82岁。1997年10月，第二代领导人金正日正式上台执政。1998年，朝鲜修改了宪法，不再设国家主席（并将“国家主席”的荣誉永远保留给已故的金日成个人，尊称其为“共和国永远的主席”），撤销原国家权力的最高领导机关中央人民委员会。
1999年，中朝双方的高层互访得以恢复。2000年7月19日，俄罗斯总统普京首次访问朝鲜，与朝鲜劳动党总书记金正日举行会谈，恢复了因1990年苏联与韩国建交而中断的俄朝关系。
2006年10月14日，因为朝鲜成功进行了第一次核试验，中华人民共和国与俄罗斯联邦跟美国一起在联合国安理会投赞成票，使联合国安理会15个成员国一致通过谴责并制裁朝鲜的联合国安理会第1718号决议，2009年朝鲜第二次核试验成功，中国与俄罗斯跟美国一起再次在联合国安理会上赞成票，通过谴责并制裁朝鲜的联合国安理会第1874号决议。2012年与2013年，中国与俄罗斯又先后跟美国一起在联合国安理会上投赞成票，通过谴责并制裁朝鲜发射人造地球卫星光明星三号与进行第三次核试验的相关决议。
2010年11月23日，俄罗斯外交部长谢尔盖·拉夫罗夫谴责朝鲜炮轰韩国领土延坪岛。同月25日，拉夫罗夫在記者會上称，不能将韩国进行射击训练与朝鲜炮击平民居住的韩国领土相提并论，延坪岛事件造成人员伤亡。

## 21世纪初至今

### 金正日时代
饥荒过后，已成为朝鲜第二代领导人的金正日宣布最艰难的时期已经过去，朝鲜正式迈向“强盛大国”的年代 。1997年10月8日，朝鲜劳动党中央委员会和朝鲜劳动党中央军事委员会发表特别公报，宣布金正日当选为朝鲜劳动党总书记。同年发动为期4年的“深化组事件”清洗运动，令二万人受到迫害，数千人致死。1998年7月14日，中央选举委员会公布金正日被登记为第666号选区最高人民会议议员候选人。7月26日，第10届最高人民会议议员选举第666号选区举行选举，拥戴金正日为朝鲜民主主义人民共和国最高人民会议议员。1998年9月5日，第10届最高人民会议第一次会议在平壤举行。会议一致通过审议修改补充的朝鲜民主主义人民共和国社会主义宪法。新通过的社会主义宪法的国家机构章把国防委员会的权能规定为“是国家主权的最高军事领导机关，是全盘的国防管理机关。”并推戴金正日为国防委员会委员长。
1999年初，金正日向国内外宣布：朝鲜劳动党的领导就是先军领导，其政治就是先军政治。2000年3月5日，金正日应中华人民共和国驻朝特命全权大使的邀请访问中国大使馆。2000年5月29日至31日，金正日应中国共产党中央委员会总书记、中华人民共和国主席江泽民的邀请，对中华人民共和国进行非正式访问。2001年1月15日至20日，金正日对中华人民共和国进行非正式访问。
另一方面，大韩民国总统金大中在1997年入主青瓦台后积极改善与中国和日本等邻国的关系。2000年，金大中推行“阳光政策”，希望以和谈等手法处理朝鲜半岛分裂的局面。同年6月13日至15日，第一次南北韓高峰会在平壤召开，金大中与金正日举行会谈。这是朝鲜半岛分治55年后的首次首脑会议，会议后两国发表了《北南共同宣言》。这也是自半岛分裂后，双方领导人首次会晤后签署的历史性文件。此后，韩国无条件的向朝鲜提供经济援助，两国又在经济、文化等领域上建立合作关系，朝鲜半岛的局势进一步缓和。
然而，在韩国的经济援助下，朝鲜取得发展核武的资金，并在承认正发展这大规模杀伤性武器。为使朝鲜放弃发展核武，美国在2003年与中国、日本、韩国和俄罗斯与朝鲜展开六方会谈。会谈共进行了六轮，期间，朝鲜曾在2006年7月6日发射导弹及进行核子试验﹔在2007年取得了突破性发展：朝鲜同意分阶段放弃核武并愿意对浓缩铀问题采取合作态度。但随后，朝鲜在2009年4月14日宣布退出六方会谈，并重新启动核设施。同年5月，朝鲜进行第二次的地下核试。
2003年9月金正日分别在第十一届最高人民会议第一次会议上、2009年4月第十二届最高人民会议第一次会议上，再次当选为国防委员会委员长。2010年5月3日至7日和8月26日至30日，金正日应中国共产党中央委员会总书记、中华人民共和国主席胡锦涛的邀请，对中华人民共和国进行了非正式访问。2010年9月28日，在朝鲜劳动党第三次代表会议上，再次当选为朝鲜劳动党总书记。2011年5月20日至26日，金正日应中国共产党中央委员会总书记、中华人民共和国主席胡锦涛的邀请，对中华人民共和国进行了非正式访问。2011年8月25日至27日，金正日在结束对俄罗斯西伯利亚和远东地区的访问归国的路上，经过中华人民共和国，对东北地区进行了访问。
朝韩关系也在此时再度恶化，2010年3月26日晚间，韩国海军的天安号护卫舰，在黄海海域巡逻时被朝鲜潜艇发射的鱼雷击沉。同年11月23日，朝鲜又发动延坪岛炮击事件。
金正日担任朝鲜劳动党总书记、朝鲜国防委员会委员长、朝鲜人民军最高司令官及朝鲜劳动党中央军事委员会委员长等重要职务。朝鲜的官方机构经常用“伟大领导者金正日同志”（：／）称呼他。

### 金正恩上台之后

#### 政治主张
2011年12月17日，执政17年的金正日去世，在翌年4月11日举行的朝鲜劳动党第四次代表会议上，会议“遵照金正日的遗训”，推举金正恩为朝鲜劳动党第一书记，成为朝鲜第三代的领导人。同时，会议又通过将金正日追封为“永远拥戴为朝鲜劳动党总书记”。2013年6月，朝鲜又将地位高于宪法的《树立党的唯一思想体系十大原则》明文规定“应将我们党和革命的血脉——白头山血统永远延续下去”，分析指这是确立了金正恩一家的政权世袭制。
然而，朝鲜核问题和朝鲜半岛的局势并未有改善，2013年2月12日，朝鲜进行第三次的核试。同年3月5日，朝鲜宣布撕毁“朝鲜停战协定”，又切断在南北韓非軍事區板门店与美军的军事热线，触发新一轮的朝鲜半岛危机。2013年6月，朝鲜修改了地位高于宪法及劳动党章程的“树立党的唯一思想体系十大原则”，删除“共产主义”、“无产阶级专政”及“社会主义”等字眼，改为“主体革命”并明定朝鲜由金氏家族世袭，与建国初的共产主义理想背道而驰，更进一步走向世袭极权国家。2013年10月10日，朝鲜劳动党建党68周年纪念日，朝鲜劳动党官方报纸《劳动新闻》登载文章，强调联邦制度才是最光明正大的民族共同统一方案。 
由于金正恩于早年曾在瑞士留学，好长一段时间生活在西方文化中，又偏爱西方文化，而且不断引入他国文化，如汉堡包和铁板烧等的饮食文化，甚至安排美国华特迪士尼的卡通人物出现在国内歌舞剧，被外界认为他想逐步改革开放国家。他曾表示不再让朝鲜人民勒紧腰带，让他们享受荣华富贵是劳动党宗旨之一。

#### 清洗
金永春、李英浩、禹东测和金正阁是四名被金正日精心挑选辅佐金正恩的高官，他们现在要么被贬职要么失踪了。一名韩国政府官员说是在将“父亲留下的痕迹都扫除”，把高官“都换成只忠于自己的人”2013年8月20日，朝鲜日报报道金正恩旧恋人玄松月歌手及银河水管弦乐团团长文庆镇及王在山轻音乐团的一名成员等九人因为传播色情而被处决，并且牡丹峰组合成员必须亲眼观看枪决现场。
（不過關於玄松月被處決的傳聞日後於2013年、2014年造訪過朝鮮的美国篮球巨星丹尼斯·罗德曼否認了這傳聞，並稱合照時玄松月就站在他後方，而且玄松月於2014年5月16日出席朝鮮第9屆全國藝術家大會，並以文艺工作者代表、牡丹峰乐团团长、朝鲜人民军大校身分參加。朝鲜中央电视台在報道中稱：「牡丹峰樂團團長玄松月進行了討論。」由此確認，玄松月被槍決一事並非事實。）
之后金正恩的姑父、一度被视为是朝鲜实际上的“二号人物”的朝鲜前国防委员会副委员长张成泽是在朝鲜劳动党的一次代表大会上被当众逮捕，12月12日，他被以反革命罪处决，有说法称金正恩是在烂醉如泥的状态下下达处决命令的，到2013年底，三名国防部长级官员和四名军队参谋长被替换，他们都是两年前为金正日扶灵柩者，其中五人被清洗。2014年3月又有报道说“金正恩看上牡丹峰乐团歌手柳真雅后，金正恩夫人李雪主将之关入集中营”。

#### 南北破冰

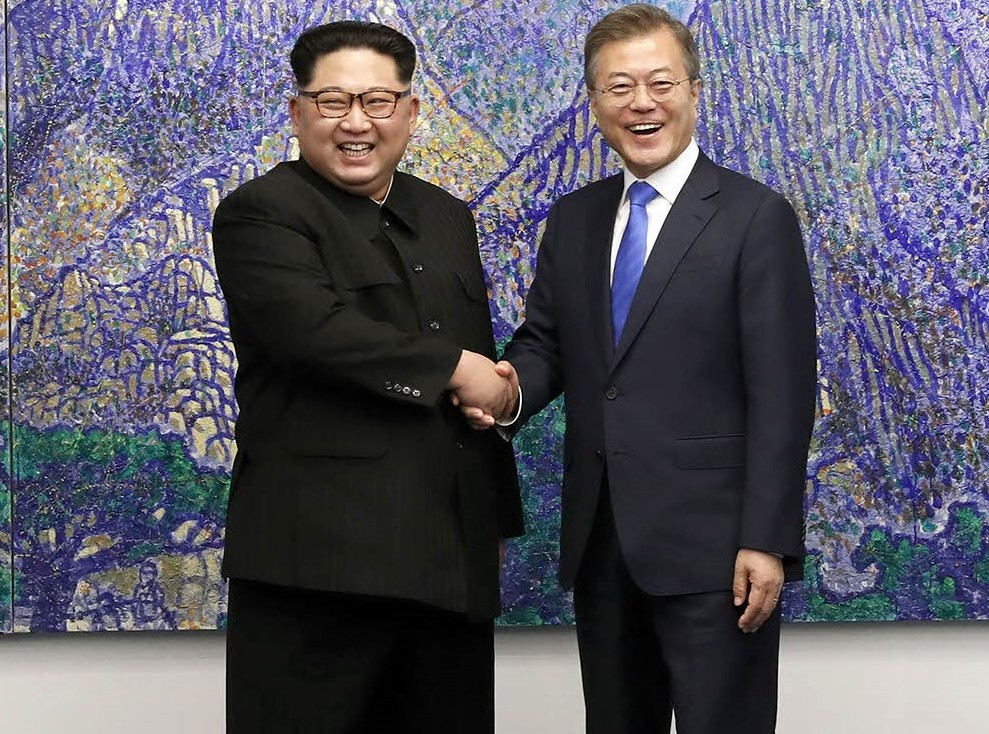
金正恩與文在寅2018年首脑会晤

2018年2月，南北關係破冰，朝鮮勞動黨委員長金正恩胞妹暨朝鮮勞動黨中央政治局候補委員金與正陪同最高人民會議常任委員會委員長金永南訪問首爾，會見韓國總統文在寅，在此次訪問中，金與正轉交兄長金正恩親筆信，內容為邀請文在寅訪問平壤。
2018年4月27日，兩韓領導人在板門店「和平之家」舉行會談，并签署《板门店宣言》；5月26日，双方领导人于板门店“统一阁”再次会面。9月14日，兩國在開城工業區成立南北共同聯絡事務所。12月26日，朝韩双方在朝鲜开城市的板门站举行京义线和东海线铁路及公路连接工程动工仪式。
在特朗普与金正恩会晤后，韩美相继停止乙支自由卫士、鹞鹰和关键决断军演来对朝释放善意。

#### 南北關係破裂
2023年12月，朝鮮勞動黨總書記金正恩正式宣布南北關係不再是「同族」的關係，而是處於「敵對」或「交戰」的两个国家之间的外交關係。金正恩表示朝鲜不求戰但也不畏戰，必要時應該戰勝韓國。韓國統一部則譴責此行為，總統尹錫悅批評朝鲜的新政策是「反民族、反歷史」。

## 導讀
- O'Hanlon, Michael; Mochizuki, Mike. "Crisis on the Korean Peninsula." McGraw-Hill. 2003. ISBN 0-07-143155-1
- Cumings, Bruce, et al.. "Inventing the Axis of Evil." The New Press. 2004. ISBN 1-56584-904-3